# 善光寺式阿弥陀三尊
善光寺式阿弥陀三尊（ぜんこうじしき あみださんぞん）は、日本最古の仏像と伝承される、信州善光寺の本尊を模した一光三尊形式の阿弥陀如来像のことで、善光寺式如来とも呼ばれる。中国の南北朝時代の金銅仏を源流に持つ善光寺式阿弥陀三尊像は、鎌倉時代以降に日本各地で盛んに制作された。

## 特徴

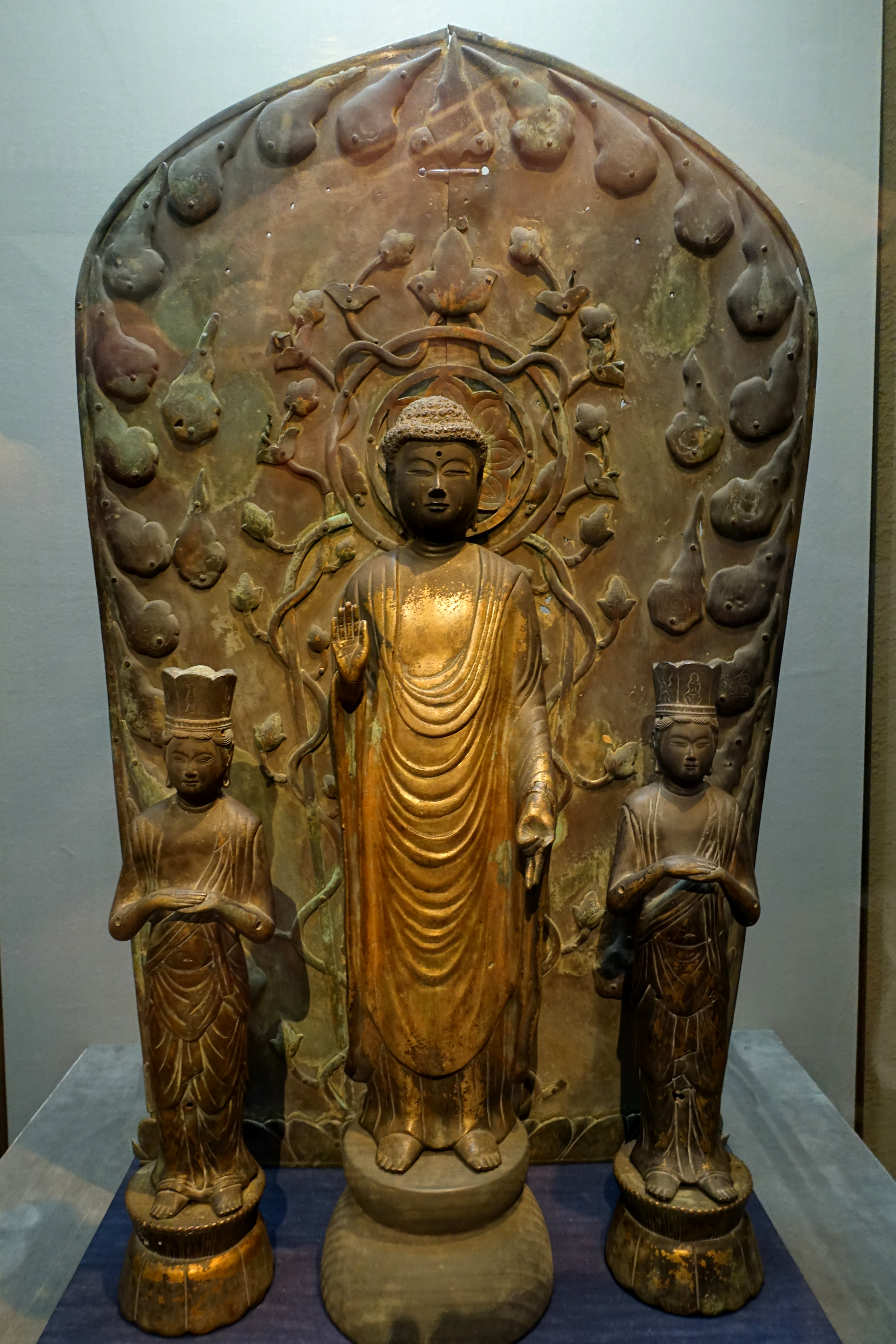
銅造阿弥陀三尊立像 嘉元2年（1304年）銘 福島県いわき市所有（同市・如来寺旧蔵、東京国立博物館寄託）

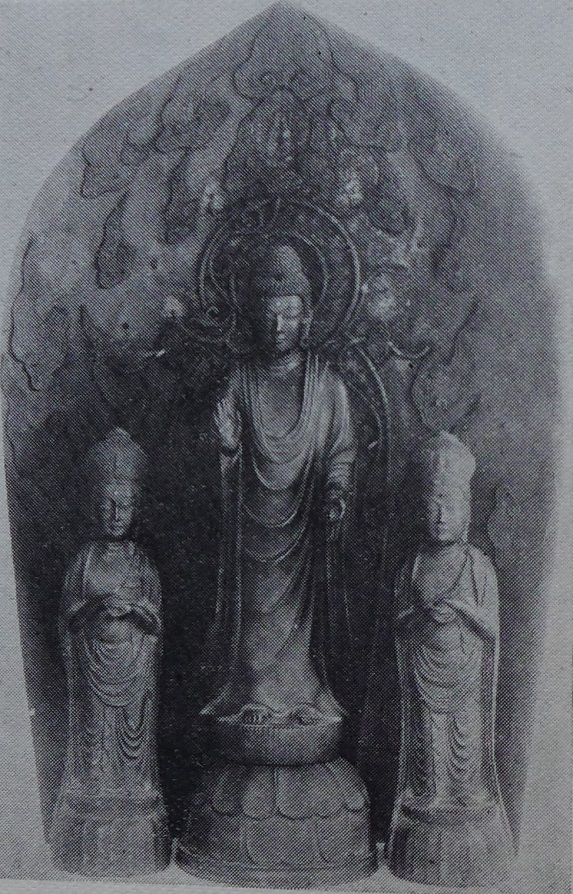
銅造阿弥陀三尊立像 文永8年（1271年）銘 円覚寺

彫刻史では「善光寺式阿弥陀三尊像」と称している。
- 中尊の阿弥陀如来、両脇侍の観音菩薩・勢至菩薩の3体とも立像である。
- 三尊全体の背後を大きな1枚の舟形光背がおおっている。これにより「一光三尊」という。
- 多くの阿弥陀如来は、左手が「与願印」で法衣は「片方の肩」であるが、善光寺式の阿弥陀如来は左手が「刀印（下げた左手の人差し指と中指を伸ばし、他の指を曲げる）」で法衣は「通肩（両方）」である。
- 両脇侍は胸前で両手の掌を水平にして重ね「梵篋印（ぼんきょういん）」、独特の宝冠をかぶっている。

偽物出現により、1692年12月14日に柳沢吉保の仲介で、敬諶が秘仏の善光寺本尊を検分・報告している『善光寺由来記』によると、破損があるが、中尊は高さ1寸5尺（約45cm）で重さ6貫3匁（約24kg）、脇侍は高さ1尺（約30cm）で重さ170匁（約0.6kg）だったという。
国の重要文化財である前立本尊は、中尊42.4cm、左脇侍30.5cm、右脇侍30.2cmであると文化財保護委員会指定書（1950年）に記されている。

## 前史
一光三尊形式といえる（一光四尊にも見える）最古の例として、宋・元嘉28年（451年）の銘がある金銅仏が挙げられ、善光寺如来に似た例として北魏・太安元年（455年）の銘がある張永石坐像（藤井斉成会有鄰館 蔵）」が挙がるが、両脇侍は、半跏思惟像である。また、上海博物館にある石造漆金仏坐像（南梁・中大同元年（546年））は、刀印や梵篋印まであり、善光寺如来の酷似例である。

## 代表的作例
善光寺式阿弥陀三尊像は鎌倉時代から室町時代にかけて盛んに造像され、200体以上が現存し、そのうち41例に造像年がある。
高さ50センチ内外の銅製の小像が多いが、甲斐善光寺像のような大作や、広島・安国寺像のような等身大の木像もある。
- 山梨県甲府市・甲斐善光寺像　建久6年（1195年）
- 埼玉県嵐山町・向徳寺像　宝治3年（1249年）
- 東京国立博物館像　建長6年（1254年）
- 神奈川県鎌倉市・円覚寺像　文永8年（1271年）
- 広島県福山市・安国寺像　文永11年（1274年）木造、中尊の像高171cm
- 福島県いわき市所有　銅造阿弥陀如来及び両脇侍像（重要文化財）